# 鶴里町 (名古屋市)
鶴里町（つるさとちょう）は、愛知県名古屋市南区の地名。現行行政地名は鶴里町1丁目から鶴里町3丁目。住居表示未実施。

## 地理
名古屋市南区東端部に位置する。東は天白区、南は明円町、北は中江一丁目・中江二丁目に接する。

## 歴史

### 町名の由来
万葉集に掲載されている高市連黒人の和歌に由来する。

### 沿革
- 1939年（昭和14年）8月5日 - 南区呼続町・笠寺町の各一部により、同区鶴里町として成立[1]。
- 1962年（昭和37年） - 東邦ガス鶴里供給所が設置される[3]。
- 1970年（昭和45年）6月16日 - 呼続町および笠寺町の各一部を編入する[1]。

## 世帯数と人口
2019年（平成31年）4月1日現在の世帯数と人口は以下の通りである。
| 町丁   | 世帯数  | 人口    |
| ------ | ------- | ------- |
| 鶴里町 | 689世帯 | 1,461人 |

### 人口の変遷
国勢調査による人口および世帯数の推移。
| 1995年（平成7年）  | 604世帯 1553人 |  |
| 2000年（平成12年） | 626世帯 1609人 |  |
| 2005年（平成17年） | 625世帯 1525人 |  |
| 2010年（平成22年） | 644世帯 1495人 |  |
| 2015年（平成27年） | 654世帯 1481人 |  |

## 学区
市立小・中学校に通う場合、学校等は以下の通りとなる。また、公立高等学校に通う場合の学区は以下の通りとなる。
| 番・番地等 | 小学校                 | 中学校               | 高等学校 |
| ---------- | ---------------------- | -------------------- | -------- |
| 全域       | 名古屋市立春日野小学校 | 名古屋市立桜田中学校 | 尾張学区 |

## 施設
- 東邦ガス鶴里供給所[2]
- 鶴里公園[2]

鶴里町3丁目から鯛取通5丁目にわたって所在する街区公園。0.67ヘクタール。1964年（昭和39年）3月28日に都市計画決定がなされ、1991年（平成3年）4月1日に開園している。

## その他

### 日本郵便
- 郵便番号 : 457-0021[WEB 3]（集配局：名古屋南郵便局[WEB 13]）。

### WEB
1. 1 2  “愛知県名古屋市南区の町丁・字一覧”.   人口統計ラボ. 2017年10月7日閲覧。
2. 1 2  “町・丁目(大字)別、年齢(10歳階級)別公簿人口(全市・区別)”.   名古屋市 (2019年4月22日). 2019年4月23日閲覧。
3. 1 2  “郵便番号”.  日本郵便. 2019年3月17日閲覧。
4. ↑  “市外局番の一覧”.   総務省. 2019年1月6日閲覧。
5. ↑  名古屋市役所市民経済局地域振興部住民課町名表示係 (2015年10月21日). “南区の町名一覧”.   名古屋市. 2017年10月7日閲覧。
6. ↑  総務省統計局 (2014年3月28日). “平成7年国勢調査の調査結果(e-Stat) - 男女別人口及び世帯数 －町丁・字等” (CSV). 2021年7月20日閲覧。
7. ↑  総務省統計局 (2014年5月30日). “平成12年国勢調査の調査結果(e-Stat) - 男女別人口及び世帯数 －町丁・字等” (CSV). 2021年7月20日閲覧。
8. ↑  総務省統計局 (2014年6月27日). “平成17年国勢調査の調査結果(e-Stat) - 男女別人口及び世帯数 －町丁・字等” (CSV). 2021年7月21日閲覧。
9. ↑  総務省統計局 (2012年1月20日). “平成22年国勢調査の調査結果(e-Stat) - 男女別人口及び世帯数 －町丁・字等” (CSV). 2021年7月21日閲覧。
10. ↑  総務省統計局 (2017年1月27日). “平成27年国勢調査の調査結果(e-Stat) - 男女別人口及び世帯数 －町丁・字等” (CSV). 2021年7月21日閲覧。
11. ↑  “市立小・中学校の通学区域一覧”.   名古屋市 (2018年11月10日). 2019年1月14日閲覧。
12. ↑  “平成29年度以降の愛知県公立高等学校（全日制課程）入学者選抜における通学区域並びに群及びグループ分け案について”.   愛知県教育委員会 (2015年2月16日). 2019年1月14日閲覧。
13. ↑  “郵便番号簿 2018年度版” (PDF).   日本郵便. 2019年4月23日閲覧。

### 文献
1. 1 2 3  名古屋市計画局 1992, p. 852.
2. 1 2 3 4  「角川日本地名大辞典」編纂委員会 1989, p. 1542.
3. 1 2  名古屋市計画局 1992, p. 571.
4. 1 2 3  名古屋市農政緑地局管理部緑地管理課 1996, pp. 86–87.